# マッツ・メラー・デーリ
- マッツ・メラー・ダーリ

マッツ・メラー・デーリ（ノルウェー語: Mats Møller Dæhli, 1995年3月2日 - ）は、ノルウェーのプロサッカー選手。ノルウェー代表。ブンデスリーガ・1.FCニュルンベルク所属。ポジションはミッドフィールダー。

## 経歴

### 幼少期
ダグブラデットのカメラマンの母とヴェルデンス・ガングのスポーツ記者の父のもと、オスロに生まれた。オスロ育ちであるが、父親が海外特派員として働いていたため、2年間ロンドンで過ごしており、7歳のときにチェルシーの練習に参加した。オスロに戻った後、幼少期の大半をリンの下部組織で過ごしたが、2010年にクラブの破産に伴いスターベクに移り、コーチからは「素晴らしいテクニック」を持つ「並外れた才能」と評された。ノルウェー2部リーグのリザーヴチームでプレイした後、リンに復帰した。
12歳のとき、マンチェスター・ユナイテッドのスカウトの目に留まり、推薦を受けて下部組織への加入が決まった。契約前に数回練習に参加した後、2011年2月にユナイテッドの下部組織に加入した。

### クラブ

#### マンチェスター・ユナイテッド
17歳の誕生日にマンチェスター・ユナイテッドとプロ契約を交わし、同月末のウェスト・ブロムウィッチ戦で初めてベンチメンバーに入った。U-18チームでの巧みなプレイが評価され、2012年7月にはリザーヴチームに昇格。アイルランドで行われたロングフォード・タウン戦では同胞のジョシュア・キングのアシストを受け、試合を決定づけるゴールを挙げた。マンチェスター・ユナイテッドでの最初のシーズンを終え、同クラブの最優秀若手選手賞を受賞した。

#### モルデ
2013年7月、ノルウェーに戻り、かつてマンチェスター・ユナイテッドで活躍したオーレ・グンナー・スールシャールが監督を務めるモルデと2年半の解約を交わした。8月3日、エリテセリエンのブラン戦に後半からダニエル・チマに代わって出場し、プロデビュー。スールシャールはノルウェー・カップ準決勝のリールストロム戦での活躍を称賛し、もしデーリがイングランドに残っていれば、マンチェスター・ユナイテッドのトップチームでプレイしていたかもしれないと主張している。またスールシャールは、デーリをアドナン・ヤヌザイと比較し、ふたりはU-18チームでともにプレイし、最優秀若手選手賞を受賞したのはデーリだと述べた。エリテセリエンでの最初の8試合でパス成功率は91.88%を記録し、2013シーズン後半のチームの好調に貢献。10月には「スタトイル・タレント・オブ・ジ・イヤー」を受賞した。

#### カーディフ・シティ

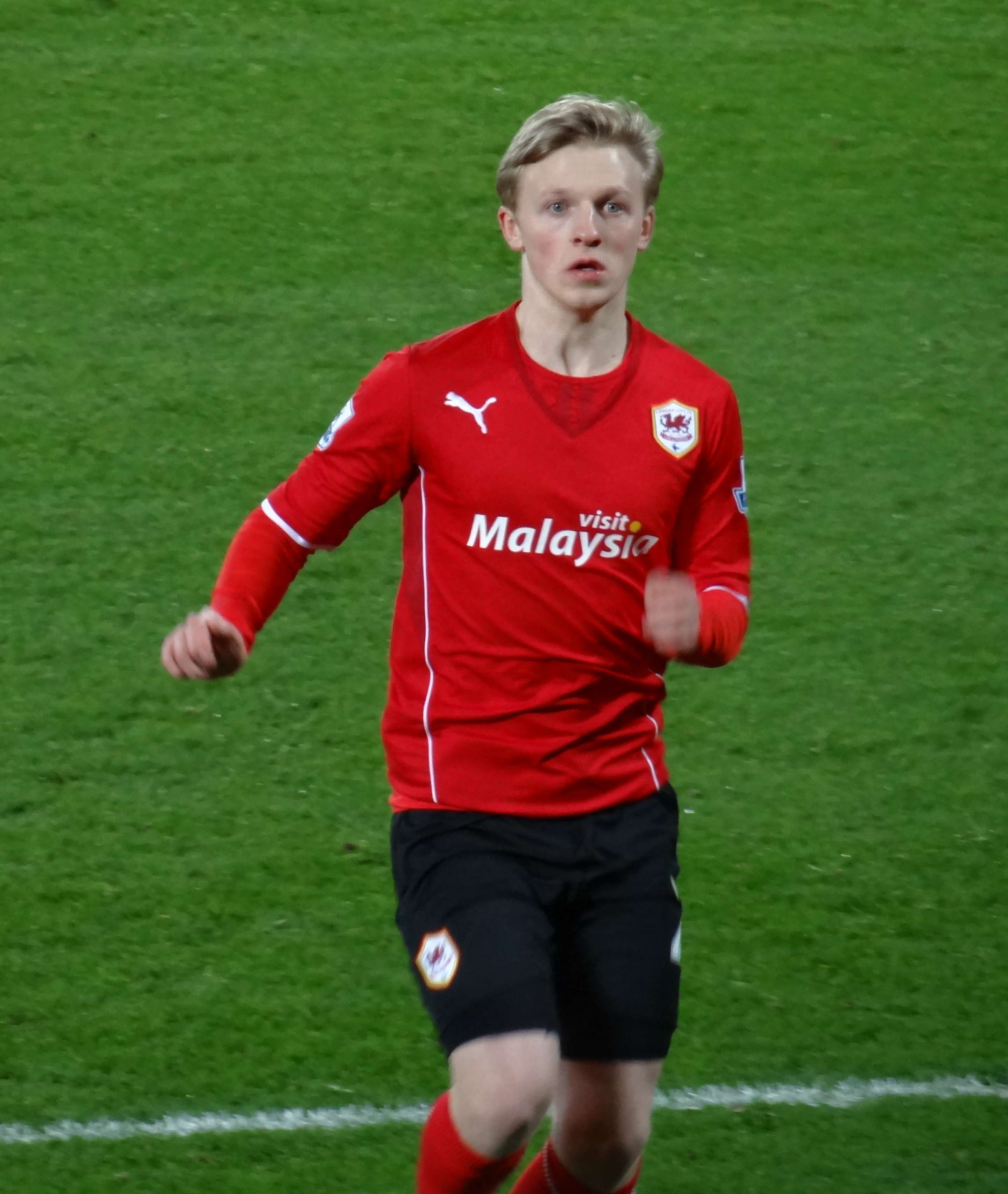
カーディフ・シティでのデーリ（2014年）

2014年1月11日、元監督のスールシャールとともにカーディフ・シティに移籍し（移籍金は非公表）、プレミアリーグに復帰することとなった。同じくノルウェー人のマグヌス・ウォルフ・エイクレムに続いて、カーディフのこの冬の移籍市場で2人目の契約である。スールシャールは、監督としてのキャリアにおいて2度目となるデーリとの関係について「マンチェスター・ユナイテッドからマッツを獲得し、対戦相手となったことで少し時間がかかったが、彼がカーディフに来ることを選んでくれたことをうれしく思う。彼がカーディフで活躍したいという気持ちの表れであり、彼は傑出した才能を持っているんだ。彼は3月に19歳になり、11月にノルウェー代表としてもデビューし、2試合に出場した。彼は私たちに活力と熱意をもたらしてくれるだろう」と述べた。
2014年1月25日、ユニバーシティ・オブ・ボルトン・スタジアムで行われたFAカップ4回戦のボルトン・ワンダラーズ戦で、後半にジョー・メイソンと交代で出場し、カーディフでの公式戦初出場。
3月29日のウェスト・ブロムウィッチ戦ではハーフタイムに途中出場し、試合終了間際に同点ゴールを挙げ、貴重な勝ち点1を手にした。

#### ドイツ
2014年12月22日、冬の移籍市場でブンデスリーガのフライブルクへ移籍することに合意。ボルシア・MG戦でブンデスリーガデビューを果たしたが、試合は0-1で敗れた。
2017年1月18日、ザンクトパウリに期限つき移籍し、新天地での活躍もあり、2017-18シーズン終了後に完全移籍となった。

#### ヘンク
2020年1月4日、ザンクトパウリは3年半クラブに在籍したデーリがベルギーのヘンクに期限つき移籍すると発表した。

#### ドイツ復帰
2021年1月25日、ブンデスリーガ2部のニュルンベルクにシーズン終了までの期限つきで移籍。この契約には買い取りオプションが含まれている。5月21日、ニュルンベルクに完全移籍となった。

### 代表
2010年、U-15ノルウェー代表に選出され、U-15スウェーデン代表戦でデビュー。10月に開催されたスペイン、フランス、オランダとのトーナメントでは、大会最優秀選手に選出された。ユースチームでの活躍を受け、元ノルウェー代表選手のハルヴァル・トーレセンやニルス・ヨハン・セムからはノルウェーで最も才能のある選手と称され、スールシャールからはヨーロッパで最も才能のある選手と呼ばれ、TV2の評論家からはシャビ・エルナンデスと比較された。
2012年8月、マンチェスター・ユナイテッドのU-18チームとリザーヴチームの両方でプレイしていたが、試合数を減らすためにリザーヴチームのみに専念し、ノルウェーの世代別代表も休養することを決断した。翌月、U-21ノルウェー代表のペール・ヨア・ハンセン監督とイングランド戦後に会談し、ハンセンはすぐにU-21チームに加わってほしいとデーリに告げた。UEFA U-21欧州選手権2013の出場権を得た後、ハンセンの後任であるトール・オーレ・スクレルドは本大会のメンバーにデーリを招集するかもしれないと述べた。
世代別代表から離れた後、2013年2月、ラ・マンガで3試合を行うU-19ノルウェー代表に選出された。2戦目までの累積警告により3戦目は出場停止となったが、同じくラ・マンガで戦っていた=U-21ノルウェー代表にも昇格した。2013年2月7日、インターナショナル・チャレンジ・トロフィー準決勝のU-21ロシア代表戦で、60分にクリストファー・ラーセンに代わって途中出場し、U-21代表デビュー。当時17歳であった。スクレルドはスペイン、オランダとの親善試合のメンバーにデーリを招集せず、U-19代表はUEFA U-19欧州選手権2013の予選を戦っているため、先発出場が確実という状況でなければ（親善試合が行われる）イスラエルには帯同させないと述べた。デーリはU-19代表の一員として欧州選手権予選で3試合を戦い、ノルウェーはオランダに次いでグループ2位となった。
18歳になり、2013年11月に行われたスコットランドおよびデンマークとの親善試合で、初めてA代表に召集された。

## 個人成績

### クラブ
| 国内大会個人成績 | 国内大会個人成績   | 国内大会個人成績 | 国内大会個人成績   | 国内大会個人成績 | 国内大会個人成績 | 国内大会個人成績 | 国内大会個人成績 | 国内大会個人成績 | 国内大会個人成績 | 国内大会個人成績 | 国内大会個人成績 |
| 年度             | クラブ             | 背番号           | リーグ             | リーグ戦         | リーグ戦         | リーグ杯         | リーグ杯         | オープン杯       | オープン杯       | 期間通算         | 期間通算         |
| 年度             | クラブ             | 背番号           | リーグ             | 出場             | 得点             | 出場             | 得点             | 出場             | 得点             | 出場             | 得点             |
| ノルウェー       | ノルウェー         | ノルウェー       | ノルウェー         | リーグ戦         | リーグ戦         | リーグ杯         | リーグ杯         | ノルウェー杯     | ノルウェー杯     | 期間通算         | 期間通算         |
| ---------------- | ------------------ | ---------------- | ------------------ | ---------------- | ---------------- | ---------------- | ---------------- | ---------------- | ---------------- | ---------------- | ---------------- |
| 2013             | モルデ             | 7                | エリテセリエン     | 12               | 0                | -                | -                | 2                | 0                | 14               | 0                |
| イングランド     | イングランド       | イングランド     | イングランド       | リーグ戦         | リーグ戦         | FLカップ         | FLカップ         | FAカップ         | FAカップ         | 期間通算         | 期間通算         |
| 2013-14          | カーディフ・シティ | 29               | プレミアリーグ     | 13               | 1                | 0                | 0                | 2                | 0                | 15               | 1                |
| 2014-15          | カーディフ・シティ | 20               | チャンピオンシップ | 9                | 0                | 2                | 0                | 0                | 0                | 11               | 0                |
| ドイツ           | ドイツ             | ドイツ           | ドイツ             | リーグ戦         | リーグ戦         | リーグ杯         | リーグ杯         | DFBポカール      | DFBポカール      | 期間通算         | 期間通算         |
| 2014-15          | フライブルクII     |                  | レギオナルリーガ   | 2                | 0                | -                | -                | -                | -                | 2                | 0                |
| 2014-2015        | フライブルク       | 16               | ブンデスリーガ     | 2                | 0                | -                | -                | 0                | 0                | 2                | 0                |
| 2015-16          | フライブルクII     |                  | レギオナルリーガ   | 5                | 0                | -                | -                | -                | -                | 5                | 0                |
| 2015-16          | フライブルク       | 16               | ブンデス2部        | 2                | 0                | -                | -                | 0                | 0                | 2                | 0                |
| 2016-17          | フライブルク       | 16               | ブンデスリーガ     | 2                | 0                | -                | -                | 2                | 1                | 4                | 1                |
| 2016-17          | ザンクトパウリ     | 14               | ブンデス2部        | 11               | 2                | -                | -                | 0                | 0                | 11               | 2                |
| 2017-18          | ザンクトパウリ     | 14               | ブンデス2部        | 21               | 0                | -                | -                | 1                | 0                | 22               | 0                |
| 2018-19          | ザンクトパウリ     | 14               | ブンデス2部        | 32               | 2                | -                | -                | 1                | 0                | 33               | 2                |
| 2019-20          | ザンクトパウリ     | 14               | ブンデス2部        | 16               | 1                | -                | -                | 1                | 0                | 17               | 1                |
| ベルギー         | ベルギー           | ベルギー         | ベルギー           | リーグ戦         | リーグ戦         | リーグ杯         | リーグ杯         | ベルギー杯       | ベルギー杯       | 期間通算         | 期間通算         |
| 2019-20          | ヘンク             | 32               | ファーストA        | 3                | 1                | -                | -                | 0                | 0                | 3                | 1                |
| 2020-21          | ヘンク             | 20               | ファーストA        | 5                | 0                | -                | -                | 0                | 0                | 5                | 0                |
| ドイツ           | ドイツ             | ドイツ           | ドイツ             | リーグ戦         | リーグ戦         | リーグ杯         | リーグ杯         | DFBポカール      | DFBポカール      | 期間通算         | 期間通算         |
| 2020-21          | ニュルンベルク     | 24               | ブンデス2部        | 14               | 1                | -                | -                | 0                | 0                | 14               | 1                |
| 2021-22          | ニュルンベルク     | 24               | ブンデス2部        | 27               | 3                | -                | -                | 2                | 0                | 29               | 3                |
| 2022-23          | ニュルンベルク     | 10               | ブンデス2部        | 30               | 1                | -                | -                | 4                | 0                | 34               | 1                |
| 通算             | ノルウェー         | ノルウェー       | エリテセリエン     | 12               | 0                | -                | -                | 2                | 0                | 14               | 0                |
| 通算             | イングランド       | イングランド     | プレミアリーグ     | 13               | 1                | 0                | 0                | 2                | 0                | 15               | 1                |
| 通算             | イングランド       | イングランド     | チャンピオンシップ | 9                | 0                | 2                | 0                | 0                | 0                | 11               | 0                |
| 通算             | ドイツ             | ドイツ           | レギオナルリーガ   | 7                | 0                | -                | -                | -                | -                | 7                | 0                |
| 通算             | ドイツ             | ドイツ           | ブンデスリーガ     | 4                | 0                | -                | -                | 2                | 1                | 6                | 1                |
| 通算             | ドイツ             | ドイツ           | ブンデス2部        | 153              | 10               | -                | -                | 9                | 0                | 162              | 10               |
| 通算             | ベルギー           | ベルギー         | ファーストA        | 8                | 1                | -                | -                | 0                | 0                | 8                | 1                |
| 総通算           | 総通算             | 総通算           | 総通算             | 206              | 12               | 2                | 0                | 15               | 1                | 223              | 13               |

### 代表
| ノルウェー代表 | 国際Aマッチ | 国際Aマッチ |
| 年             | 出場        | 得点        |
| -------------- | ----------- | ----------- |
| 2013           | 2           | 0           |
| 2014           | 9           | 1           |
| 2015           | 1           | 0           |
| 2016           | 1           | 0           |
| 2017           | 7           | 0           |
| 2018           | 1           | 0           |
| 2019           | 2           | 0           |
| 2020           | 1           | 0           |
| 2021           | 5           | 0           |
| 2022           | 6           | 1           |
| 通算           | 35          | 2           |

#### ゴール
| #  | 年月日         | 開催地                                            | 対戦国     | 勝敗 | 試合概要                      | 参照   |
| -- | -------------- | ------------------------------------------------- | ---------- | ---- | ----------------------------- | ------ |
| 1. | 2014年10月10日 | ナショナル・スタジアム（ マルタ・タ・カリ）       | マルタ     | ○3-0 | UEFA EURO 2016予選・グループH | [ 42 ] |
| 2. | 2022年3月29日  | ウレヴォール・スタディオン（ ノルウェー・オスロ） | アルメニア | ○9-0 | 親善試合                      | [ 43 ] |

## タイトル

### クラブ
モルデFK
- ノルウェー・カップ（2013）

### 個人
- マンチェスター・ユナイテッド最優秀若手選手賞（2011-12）